# Departament Zaopatrzenia Inżynierii
Departament Zaopatrzenia Inżynierii Ministerstwa Spraw Wojskowych (Dep. Zaop. Inż. M.S.Wojsk.) – organ pracy I wiceministra spraw wojskowych właściwy w sprawach zaopatrywania Wojska Polskiego II RP w sprzęt i materiały inżynieryjne.
31 stycznia 1929 Minister Spraw Wojskowych marszałek Polski Józef Piłsudski „unieważnił tymczasową organizację i skład osobowy Departamentu Inżynierii, a w jego miejsce polecił zorganizować w terminie do dnia 5 lutego 1929:

a) Szefostwo Saperów M.S.Wojsk. (skład osobowy nr 1),

b) Szefostwo Łączności M.S.Wojsk. (skład osobowy nr 2),

c) Szefostwo Broni Pancernych M.S.Wojsk. (skład osobowy nr 3),

d) Departament Zaopatrzenia Inżynierii (skład osobowy nr 4)”. Nowo utworzone szefostwa zostały podporządkowane bezpośrednio II wiceministrowi, natomiast Departament Zaopatrzenia Inżynierii pozostał w bezpośrednim podporządkowaniu I wiceministra-szefa administracji armii. 
Zakres zadań szefa departamentu obejmował: 
- wypracowania wniosków w zakresie zaopatrywania wojska w sprzęt i materiały inżynieryjne,
- kierowanie pracami wojskowych zakładów i instytucji zaopatrzeniowych,
- opracowanie planów wyposażenia wojska w materiały inżynieryjne,
- przygotowanie przemysłu krajowego dla potrzeb wojennych w zakresie inżynierii.

5 kwietnia 1929 Minister Spraw Wojskowych wprowadził nową organizację i skład osobowy departamentu.
20 stycznia 1930 Minister Spraw Wojskowych zarządził utworzenie wydziału samochodowego w składzie departamentu. Wydział samochodowy liczył czterech oficerów sztabowych broni (szef wydziału i trzech referentów) oraz dwóch urzędników i jednego niższego funkcjonariusza. 31 marca 1930 na stanowisko szefa wydziału samochodowego został wyznaczony podpułkownik Aleksander Rzeszowski, dotychczasowy dowódca 4 Dywizjonu Samochodowego w Łodzi, a na stanowisko referenta porucznik January Suchodolski ze Szkoły Czołgów i Samochodów. 18 czerwca 1930 do departamentu zostało przeniesionych kolejnych dwóch oficerów wojsk samochodowych: kapitan Antoni Macherski z 1 Dywizjonu Samochodowego i porucznik Ludomir Piotr Zakrzewski z 4 Dywizjonu Samochodowego.
W związku z utworzeniem wydziału samochodowego 18 października 1930 Minister Spraw Wojskowych zarządził „utworzenie referatu personalnego w Departamencie Zaopatrzenia Inżynierii, jako organu do spraw personalnych oficerów wspólnych formacji inżynierii oraz oficerów samochodowych z jednoczesnym zniesieniem referatu personalnego w Szefostwie Broni Pancernych”. Referat personalny liczył jednego oficera sztabowego broni (kierownik), jednego oficera administracyjnego (referent) i jednego urzędnika III kategorii.
31 lipca 1931 Minister Spraw Wojskowych przemianował, bez zmiany kompetencji, I wiceministra spraw wojskowych i szefa administracji armii na II wiceministra spraw wojskowych i szefa administracji armii.
26 maja 1933 Minister Spraw Wojskowych przemianował Departament Zaopatrzenia Inżynierii na Departament Techniczny Ministerstwa Spraw Wojskowych (Dep. Techn. M.S.Wojsk.).
Na podstawie rozkazu Ministra Spraw Wojskowych L. 3978/Tjn. Org. z dnia 30 października 1934 został zlikwidowany Departament Techniczny oraz Kierownictwo Zaopatrzenia Technicznego. Jednocześnie z dniem 1 grudnia 1934 dotychczasowe szefostwa saperów i łączności zostały przekształcone w dowództwa. Obu dowództwom oraz powstałemu w 1930 Dowództwu Broni Pancernych powierzono kierownictwo odpowiednich służb i podporządkowano organy wykonawcze w postaci kierownictw zaopatrzenia, biur badań technicznych oraz składnic:
- Dowództwo Saperów M.S.Wojsk. → służba saperska ← Kierownictwo Zaopatrzenia Saperów,
- Dowództwo Łączności M.S.Wojsk. → służba łączności ← Kierownictwo Zaopatrzenia Łączności,
- Dowództwo Broni Pancernych M.S.Wojsk. → służba samochodowa ← Kierownictwo Broni Pancernych[8].

## Struktura organizacyjna
- szef departamentu - płk sap. inż. Tadeusz Kossakowski (od 24 IV 1929)
- zastępca szefa departamentu - ppłk dypl. inż. Henryk Bagiński (1929-1930)

Wydział Fortyfikacyjny
- szef wydziału - ppłk Józef Siłakowski

Wydział Rachunkowo-Budżetowy
- szef wydziału - kpt. Józef Jeszka

Wydział Wyposażenia
- szef wydziału - mjr Jan Wartoń (od 1 VIII 1929)